# Глизе 812
Глизе 812 (англ. Gliese 812) — двойная звезда в созвездии Водолея на расстоянии приблизительно 52,4 световых лет (около 16,1 парсеков) от Солнца.

## Характеристики
Первый компонент (FR Водолея (лат. FR Aquarii), Глизе 812A) — красный карлик, эруптивная переменная звезда типа UV Кита (UV) спектрального класса M4e. Видимая звёздная величина звезды — от +14,42m до +14,16m. Эффективная температура — около 3496 К.
Второй компонент (Глизе 812B) — белый карлик спектрального класса DC10. Видимая звёздная величина звезды — +16,7m. Эффективная температура — около 4983 К. Удалён на 14 угловых секунд.